# 中華民國—瑞典關係
中華民國與瑞典王國於1913—1950年有官方外交關係，斷交後直至1980年代，於對方首都互設具大使館功能的代表機構。瑞典政府仍遵行「一個中國」政策，雖與中華民國加強經貿、科技、文化等實質關係與民間交流，但在有關政治與官方關係仍以務實主義為原則。

## 政治

### 外交

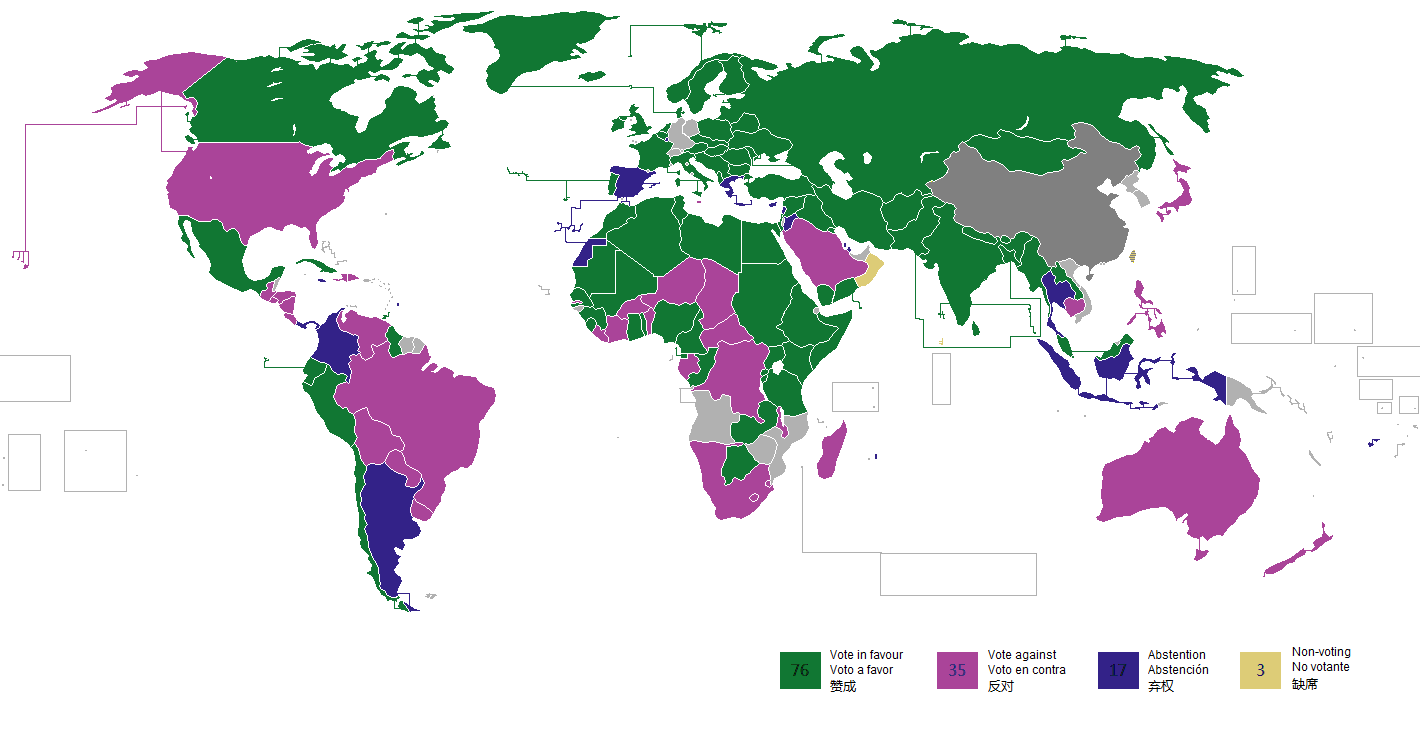
綠色國家表示在1971年的投票中反對中華民國續留聯合國，即《聯合國大會2758號決議》，其中包括瑞典。

1913年10月6日，瑞典外交承認中華民國北洋政府。
1916年，於首都斯德哥爾摩設立中華民國駐瑞典王國公使館、於首都北京設立瑞典王國駐中華民國公使館，並互派公使。中華民國首任公使由駐德國公使兼任，1920年起改為專使，並兼駐挪威，或丹麥、芬蘭等北歐國家，瑞典公使前期由駐日本公使兼任，1937年起改為專使。
1928年12月20日，隨著國民革命軍北伐幾近尾聲，瑞典外交承認中華民國國民政府。
1947年9月18日，升格為大使級外交關係。兩國於首都斯德哥爾摩與南京公使館升格為大使館，並互派大使。中華民國大使由原公使升任。
1949年，中華民國政府遷台後，兩國維持短暫的邦交關係。
1950年1月19日，中華民國與瑞典斷交、關閉大使館。
1970年1月，《台灣人民自救宣言》作者彭明敏逃離中華民國統治下的臺灣，1月下旬前往瑞典斯德哥爾摩。當時即住在瑞典負盛名的伯納教授家，並取得瑞典的居留權。:210-211透過國際特赦組織一位在斯德哥爾摩人類博物館的先生，彭明敏負責該館分類探險家赫定的相關資料，一個月後，瑞典政府正式批准彭的政治庇護。:224
1971年10月25日，瑞典在聯合國大會就中國代表權問題上，與絕大多數歐洲國家一樣支持中華人民共和國取得「中國」席次，即《聯合國大會2758號決議》。
2018年2月28日，瑞典稅務局發表公告，依據聯合國的ISO編碼將台灣名稱「中華民國（台灣），瑞典文：」，改為「台灣，中國的一省，瑞典文：」。中華民國外交部指示駐瑞典代表處表達抗議，並要求更正。
2019年9月10日，瑞典首度參加由台灣、美國和日本在台北合辦的「全球合作暨訓練架構」下的「培養媒體識讀以捍衛民主國際工作坊」。10月2日，瑞典外交部向其國會提出「對中國相關議題工作報告」，其內容包括依據歐盟的一中政策以及2016年「對中戰略報告」，與臺灣維持的關係則應持續發展。
2025年5月，瑞典衛生暨社會事務部長佛辛德在世界卫生大会（WHA）表示，促進國際行為者包容性合作，並消除全球衛生架構的碎裂至為重要，這不僅限於緊急議程，亦不應遺漏世界任何一個地區。這是瑞典首度間接支持台灣的參與。
瑞典支持台灣成為世界衛生大會觀察員，有意義參與國際民航組織、《聯合國氣候變遷綱要公約》等。近年亦協助台灣以觀察員身分參與新成立的國際再生能源組織，支持延續台灣在經濟合作暨發展組織之競爭委員會、漁業委員會、鋼鐵委員會的參與資格。

#### 人員互訪（1991年至今）
僅列舉部分名單：
中華民國：考試院長關中、經濟部長江丙坤、王志剛、何美玥、教育部長蔣偉寧、交通部長葉菊蘭、林陵三、蔡堆、衛生福利部長林奏延、政務委員蔡兆陽、楊世緘、黃大洲、經濟部政務次長王美花、林聖忠、陳正祺、經濟部常務次長沈榮津、楊偉甫、外交部常務次長史亞平、科技部政務次長蘇芳慶、大陸委員會主任委員吳釗燮、國家科學委員會主任委員李羅權、朱敬一、國家通訊傳播委員會主任委員蘇蘅、詹婷怡、國際貿易局長許柯生、陳瑞隆、環境保護署長張隆盛、沈世宏、主計處主計長韋端、中央研究院長廖俊智、中央研究院代理院長王汎森、國立台灣大學校長陳維昭、台北醫學大學校長閻雲。
瑞典：前副總理阿馬克、外交部次長索爾門（Michael Shulman）、維斯蘭德、歐姆、林格倫（Lars-Olof Lindgren）、史登史壯（Oscar Stenström）、言禾康（前駐臺灣代表）、工商部次長古斯塔夫森、企業暨創新部次長布羅曼德、比林格、首席司法監察使艾克隆（Claes Eklundh）、國會副議長呂謝婷、國會能源暨工貿委員會主席皮德生（Lennart Persson）、國會文化委員會主席柯馬慈、高等教育委員會主席尼爾森（Ulrica Nilsson）、克魯努貝里省長康施德、斯德哥爾摩市長英格維克（Ingenear Ingevik）、布萊霍姆、紅十字會長米爾頓、自由黨主席雷瓊伯格。

### 代表機構
1981年前，中華民國與瑞典關係實際工作均由瑞典友人成立的瑞典臺灣協會（Sweden-Taiwan Society）經辦。1981年9月15日，成立具大使館功能的臺北商務觀光暨新聞辦事處（Taipei Trade Tourism and Information Office）。1994年3月25日，更名為駐瑞典台北代表團（Taipei Mission in Sweden）。
1982年12月9日，瑞典於台北設立類似功能的瑞典工商代表辦事處（Swedish Industries Trade Representative Office），設址於圓山大飯店翠鳳廳1514室。1991年7月1日，更名為瑞典貿易委員會臺北辦事處（Exportradet Taipei, Swedish Trade Council），由瑞典外交部外貿事務次長索爾門（Michael Shulman）、國會能源暨工貿委員會主席皮德生（Lennart Persson）等人參加更名儀式。2014年，再更名為瑞典貿易暨投資委員會台北辦事處（The Swedish Trade & Invest Council）。

## 經濟

### 貿易
經濟部國際貿易署於首都斯德哥爾摩設立駐瑞典代表處經濟組。
| 年分 | 貿易總額      | 貿易總額 | 貿易總額 | 出口至瑞典  | 出口至瑞典 | 出口至瑞典 | 自瑞典進口    | 自瑞典進口 | 自瑞典進口 | 順逆差  |
| 年分 | 金額          | 年增減   | 排名     | 金額        | 年增減     | 排名       | 金額          | 年增減     | 排名       | 順逆差  |
| ---- | ------------- | -------- | -------- | ----------- | ---------- | ---------- | ------------- | ---------- | ---------- | ------- |
| 2017 | 1,212,546,140 | ▲13.9%   | 39       | 613,920,944 | ▲6.0%      | 34         | 598,625,196   | ▲23.3%     | 41         | 順差▼   |
| 2018 | 1,290,330,426 | ▲6.4%    | 38       | 614,978,771 | ▲0.2%      | 34         | 675,351,655   | ▲12.8%     | 39         | 逆差 -- |
| 2019 | 1,314,731,968 | ▲1.9%    | 36       | 634,338,506 | ▲3.1%      | 32         | 680,393,462   | ▲0.7%      | 38         | 逆差▼   |
| 2020 | 1,248,923,219 | ▼5.0%    | 37       | 565,455,421 | ▼10.9%     | 33         | 683,467,798   | ▲0.5%      | 39         | 逆差▲   |
| 2021 | 1,594,398,054 | ▲27.7%   | 38       | 769,915,586 | ▲36.2%     | 32         | 824,482,468   | ▲20.6%     | 37         | 逆差▼   |
| 2022 | 1,795,354,103 | ▲12.6%   | 38       | 789,111,041 | ▲2.5%      | 34         | 1,006,243,062 | ▲22.0%     | 38         | 逆差▲   |
| 2023 | 1,689,241,017 | ▼5.9%    | 37       | 733,113,251 | ▼7.1%      | 32         | 956,127,766   | ▼5.0%      | 35         | 逆差▲   |
| 2024 | 1,401,079,680 | ▼17.1%   | 39       | 660,377,314 | ▼9.9%      | 34         | 740,702,366   | ▼22.5%     | 40         | 逆差▼   |

2023年的兩國貿易項目如下：
出口至瑞典的前10大項目為：集成电路；鋼鐵製螺釘、螺栓、螺帽、螺旋鈎、車用螺釘、鉚釘、橫梢、開口梢、墊圈與類似製品；電話機（包括智能手机），以及其他傳輸或接收聲音、圖像之有線或无线网络通訊器具；自動資料處理機、磁性或光學閱讀機；經護面、鍍面或塗面之铁或非合金鋼扁軋製品；手工具、噴燈、老虎钳、夹子、砧、手提鍛爐、磨輪；其他塑料製品與特定材料制成品；車輛之零件與附件；特定用途機器之零件與附件；手用扳手與扳鉗、有無把手之可互換扳手套筒等。
自瑞典進口的前10大項目為：小客車與其他主要設計供載客之機動車輛；醫藥製劑；車輛之零件與附件；車身；壓縮點火內燃往复式发动机；涡轮喷气发动机、螺旋槳推動用渦輪機與其他燃氣渦輪機；升降、搬運、裝卸機器；載貨用機動車輛；診斷或實驗用有底襯之試劑或配製試劑，以及檢定參照物；溶解級化學木浆等。

### 投資
相對於西欧與美国，臺商在北歐國家的投資十分有限，除了金額與件數較少，投資的型態方面，也多半是設立行銷或代銷據點，且多僱用當地人處理業務，鮮少自臺灣派員進駐。其中原因是北歐市場規模相對小，臺商又多以荷兰或德国當作鄰近國家的配銷基地，北歐市場就由分公司的發貨倉庫就近供貨。
根據中華民國經濟部投資審議司統計，截至2023年，臺商對瑞典的總投資金額約803萬5,000美元，計有8件。主要投資業別有批發與零售業、化學材料制造业。大宗投資案多透過第三地轉至瑞典，例如合勤科技透過其丹麥分公司於2000年在瑞典設立子公司；聯發科技於2012年以3,500萬美元併購瑞典全球数字信号处理技術供應商擴芯（Coresonic），為聯發科技歐洲全資子公司；其他如華碩、宏碁、友訊科技、台達電子、億光電子、長榮海運、美利達工業等亦在瑞典設有銷售與服務據點，技嘉科技、微星科技則聘有業務經理人，除華碩外，其餘負責人皆為瑞典籍人士。近年瑞典亦出現臺灣飲料加盟店，如一芳水果茶、CoCo都可、麥吉machi machi等。
根據中華民國經濟部投資審議司統計，截至2023年，瑞典對臺灣的總投資金額約5億8,799萬美元，計有173件。主要投資業別有批發與零售業、資訊與通訊傳播業、機械設備製造業、電子零組件製造業、電力設備製造業；專業、科學與技術服務業。大宗投資案多透過第三地轉至臺灣，例如AstraZeneca於1948年在臺灣成立首間辦公室；Ericsson於1957年進入臺灣市場，參與臺灣鐵路管理局多項重大工程，1988年成立臺灣分公司。主要服務包括互联网、資通訊科技、媒體產業與社會發展等。與裕民航運合作建立雲端海運系統、與中華電信合作提供MOD服務、與遠傳電信合作成立臺灣首個5G實驗室；Atlas Copco於1959年在臺灣成立新寧股份有限公司，專責有關压缩机技術、建築與採礦的銷售與技術服務；Scania於1982年出口重型車輛至臺灣，2005年收回臺灣市場總代理權，並在臺灣設立子公司—永德福汽車，直接經營臺灣市場。2006年投資約6億新臺幣，在臺灣西部沿海地區建置數座維修廠；瑞健醫療（SHL Medical）於1989年在臺灣成立生產基地，於2019年加碼投資在桃園成立六福新廠；IKEA經由香港分公司於1994年在臺灣開設第1家分店，至2023年已有8家分店以及1家取貨中心，共投資數億美元；Electrolux於2003年為了提高競爭力，在臺灣成立國際採購處，大規模採購電子零組件；H&M於2015年在臺灣開設首家分店，至2023年已有14家。

### 會議
台瑞（典）雙邊經濟合作會議（Joint Business Council Meeting），自1985年起，每年輪流在對方首都舉辦，至2024年已舉辦40屆。
兩國亦舉辦次長級經貿對話會議（最近舉辦為2020年），以及交通合作會議（至1998年已舉辦6屆）。

### 組織
目前已成立瑞典台灣商會、瑞典青商會。在瑞典尚無臺灣的金融機構。

## 交流

### 僑民
根據瑞典统计局數據，截至2022年，旅居瑞典的臺僑約2,133人。大部份居住於首都斯德哥爾摩（以下簡稱斯京）、第2大城哥特堡及第3大城馬爾摩。另有台僑散居各處，大部份集中於瑞典中南部，部分女性臺僑是跨國婚姻的關係移居瑞典。早期台僑多從事餐飲業，近年來第二代臺僑青年多元發展，開發與餐飲周邊相關事業，或從事国际贸易與商業諮詢業務，亦有從事進出口、經銷代理，或提供在瑞典設立公司的諮詢服務。
台僑已在斯京成立「台灣瑞典華人聯合會」，於哥特堡及馬爾摩設有分會，並在斯京成立聯合會的附屬中文學校。台灣佛光山亦在斯京近郊成立「瑞典佛光山」。

### 學術
中華民國教育部提供華語文獎學金，給予瑞典學生申請赴臺研習中文或攻讀碩博士。外交部則提供臺灣獎助金給予瑞典學者赴臺從事研究。2017年，有150名臺灣學生赴瑞典留學，有88名瑞典學生赴臺留學。

### 援助
1999年9月21日，台灣發生大地震，瑞典捐贈價值5,000萬新台幣物資，重達80噸，包括354個20人大帳篷、1,485個睡袋及1萬條毛毯；並派遣國會議員培爾松及救難服務局官員卡爾森抵台點交。
2020年4月14日，對於2019冠状病毒病疫情在全球擴散，中華民國外交部宣布第2波國際援助行動，其中捐贈130萬片口罩給瑞典在內的8個欧洲联盟成员国。

## 協定
| 日期           | 簽署                                                                                | 備註              |
| -------------- | ----------------------------------------------------------------------------------- | ----------------- |
| 1928年12月20日 | 《中瑞關稅條約》                                                                    |                   |
| 1931年9月10日  | 《中瑞（典）外交官領事官等用品相互免稅辦法》                                        |                   |
| 1945年4月5日   | 《中瑞關於取消瑞典在華治外法權及其有關特權條約》                                    |                   |
| 1989年8月21日  | 《斯德哥爾摩瑞典自然科學研究委員會與臺北國家科學委員會間協定》                      |                   |
| 1990年9月5日   | 《臺北商務觀光暨新聞辦事處與瑞典外貿理事會互免海運事業所得稅協定》                  |                   |
| 1991年12月6日  | 《中華民國台灣電力公司與瑞典電力公司間技術合作協定》                                |                   |
| 1993年12月23日 | 《中國－台灣與瑞典間關於貨品暫准通關國際關稅保證制度機構間議定書》                  |                   |
| 1994年1月10日  | 《台北商務觀光暨新聞辦事處與瑞典貿易委員會間關於貨品暫准通關協定》                  |                   |
| 1994年6月27日  | 《駐瑞典台北代表團與瑞典貿易委員會間環境保護協定》                                  |                   |
| 1995年7月14日  | 《中瑞（瑞典）國際廣告回信業務協定》                                                |                   |
| 1995年12月11日 | 《中瑞（瑞典）郵件利潤中心技術合作協定》 《中瑞（瑞典）郵政航空函件品質協議備忘錄》 |                   |
| 1997年11月7日  | 《台北證券暨期貨管理委員會與斯德哥爾摩金融監理委員會資訊交換備忘錄》                |                   |
| 2001年6月8日   | 《駐瑞典台北代表團與瑞典貿易委員會避免所得稅雙重課稅及防杜逃稅協定》                | [ 註 4 ]          |
| 2002年4月8日   | 《台北國家科學委員會與瑞典研究委員會科學合作協議》                                  |                   |
| 2009年6月23日  | 《能源合作瞭解備忘錄》                                                              |                   |
| 2014年11月12日 | 《離岸風電合作瞭解備忘錄》                                                          | [ 註 5 ]          |
| 2019年9月26日  | 《生醫合作瞭解備忘錄》                                                              | [ 註 6 ]          |
| 2021年11月24日 | 《促進雙邊投資瞭解備忘錄》                                                          | [ 註 7 ]          |
| 2022年11月18日 | 《知识产权產業合作交流瞭解備忘錄》 《金融科技產業合作瞭解備忘錄》                   | [ 註 8 ] [ 註 9 ] |
| 2023年9月26日  | 《永續紡織合作交流瞭解備忘錄》                                                      | [ 註 10 ]         |

## 簽證

持中華民國護照的中華民國國民簽證要求分布圖：入境瑞典可以「申根區免簽證」。

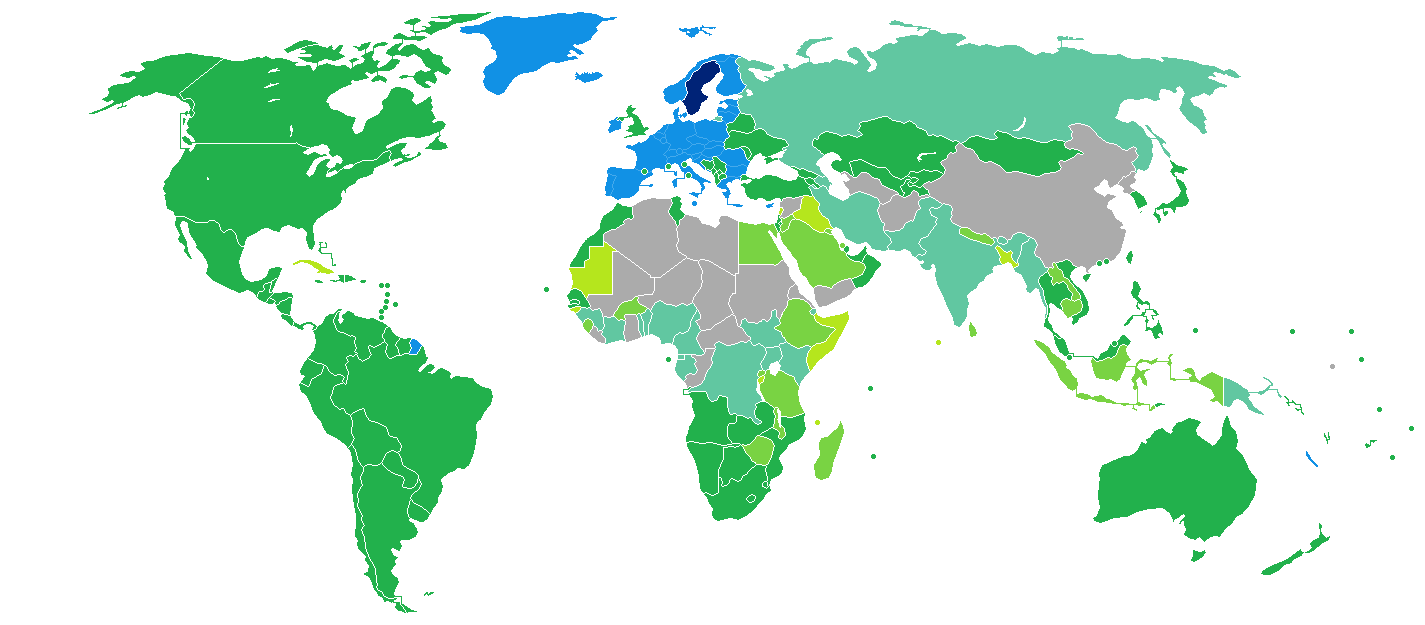
持歐盟的瑞典護照之瑞典國民簽證要求分布圖：入境中華民國可以免簽證。

歐洲申根區給予持有載明身分證字號的中華民國護照之中華民國國民可以申根區免簽證入境，停留日數與申根區合併計算，每6個月期間內總計可停留90天。經瑞典轉機至申根區亦可免簽證。
瑞典國民持有歐盟護照者也可以免簽證的方式入境中華民國，停留最多90天。

## 交通

### 航空

#### 客運
兩國無直航班機，可經由（不計航點遠近，截至2023年7月17日）：
- 臺北→北京-首都、曼谷、普吉（季節性包機飛瑞典）、杜拜、伊斯坦堡、倫敦、巴黎、羅馬、米蘭、慕尼黑、法蘭克福、阿姆斯特丹、維也納、布拉格、紐約（季節性飛瑞典）、芝加哥、多倫多，再轉機前往瑞典的國際機場（英语：List of airports in Sweden）。
- 高雄→北京-首都[註 11]、曼谷→瑞典。

#### 貨運
2006年12月，中華航空開闢台北桃園↔斯德哥爾摩的貨運直航，但目前已停航。

## 外部連結
| - 中華民國外交部－瑞典王國簡介 （页面存档备份，存于） - 駐瑞典台北代表團（Facebook、Twitter） - 外交部領事事務局－國外旅遊警示分級表 - 中華民國衛生福利部－國際旅遊疫情建議等級 - 中華民國國際經濟合作協會 （页面存档备份，存于） - 臺灣瑞典華人聯合會（Facebook） - 瑞典臺灣商會 - 瑞典佛光山 | - 瑞典貿易暨投資委員會台北辦事處（Facebook） |